# Jordi Garcia Fernàndez
Jordi Garcia Fernàndez (nacido el 22 de noviembre de 1963, Barcelona) es un biólogo cuya investigación se centra en como han surgido las novedades evolutivas presentes en transiciones clave a lo largo de la evolución de los metazoos. Actualmente ostenta el cargo de Vicerrector de investigación de la Universidad de Barcelona y Profesor Investigador Honorífico en la Universidad de Oxford.

## Vida y Carrera
Después de acabar sus estudios de licenciatura, en 1992  publicó su tesis doctoral bajo la supervisión del Dr. Emili Saló i Boix en la Universidad de Barcelona. Poco después se trasladó a Oxford para su investigación postdoctoral, al laboratorio de Peter Holland. En 1998, publicó su investigación sobre el cluster Parahox en un artículo en la revista Nature con Peter Holland y Nina Brooke.
En el año 2000, Jordi Garcia rechazó dirigir el proyecto de genoma del anfioxo europeo debido al pobre estado de la investigación en España. En 2003 obtuvo su cátedra como profesor de genética y en 2007 fue nombrado profesor investigador honorífico por el Merton College, Oxford. Después de ser elegido director del departamento de genética en el 2015 y (tras la fusión de departamentos) Director del departamento de Genética, Microbiología y Estadística de la Facultad de Biología de la Universidad de Barcelona en el 2016, alcanzó el puesto de Vicerrector de Investigación de la Universidad de Barcelona después de la victoria del equipo liderado por Joan Guàrdia en las elecciones de diciembre de 2020. A lo largo de su carrera, ha establecido colaboraciones duraderas con varios grupos de investigación, tanto nacionales como internacionales como Peter Holland (Oxford), Manuel Irimia (Barcelona), Hector Escrivá (Banyuls-sur-mer) o Jaime Carvajal (Sevilla).

## Premios
- ICREA Academia, Generalitat de Catalunya, 2010
- Merton College Honorary Research Professor, desde 2007
- Habilitación Nacional para Cátedra de Genética, primera convocatoria, 2003
- Distinción de la Generalitat de Catalunya por la promoción de la investigación universitaria, 2002 (nominado por Edward Lewis y Peter Holland)
- Nominado para los premios de la organización "Human Frontiers" categoría postdoc, 1999
- Premio Extraordinario de Doctorado 1992/1993

## Sociedades Científicas
- Miembro del consejo, Sociedad Española de Biología del Desarrollo, 2007-2016
- Miembro del consejo, Sociedad Española de Biología Evolutiva, 2009-presente
- Miembro del consejo, Sociedad Española de Genética, 1998-2002
- Coordinador de la sección de biología del desarrollo de la Sociedad Catalana de Biología (1998-2015)
- Representante nacional y miembro del consejo de la "European Society of Evolution and Development", 2007-2012

## Publicaciones Destacadas
El listado completo de publicaciones puede encontrarse en https://webgrec.ub.edu/webpages/personal/ang/004348_jordigarcia.ub.edu.html
- Zawisza-Álvarez M, Pérez-Calles C, Gattoni G, Garcia-Fernàndez J, Benito-Gutiérrez È, Herrera-Úbeda C. The ADAR Family in Amphioxus: RNA Editing and Conserved Orthologous Site Predictions. Genes. 2020; 11(12):1440.
- Navas-Pérez, E.; Vicente-Garcia, C.; Mirra, S.; Burguera, D., Fernàndez-Castillo, N.; Ferrán, J.L.; López-Mayorga, M.; Alaiz-Noya, M.; Suárez-Pereira, I.; Antón-Galindo, E.; Ulloa, F.; Herrera-Úbeda, C.; Cuscó, P.; Falcón-Moya, R.; Rodríguez-Moreno, A.; D'Aniello, S.; Cormand, B.; Marfany, G.; Soriano, E.; Carrión, A.M.; Carvajal, J.J.; Garcia-Fernàndez, J. (2020). Characterisation of an eutherian gene cluster generated after transposon domestication identifies Bex3 as relevant for advanced neurological functions. Genome Biology. ISSN: 1474-7596
- Herrera-Úbeda, C.; Martin-Barba, M.; Navas-Pérez, E.; Gravemeyer, J.; Albuixech-Crespo, B.; Wheeler, G.N.; Lizcano, JM.; Garcia-Fernàndez, J. (2019). Microsyntenic clusters reveal conservation of lncRNAs in Chordates despite absence of sequence Conservation. Biology, 8(3), p. 61. Repositori Institucional. ISSN: 2079-7737
- Zhong, Y., Herrera-Úbeda, C., Garcia-Fernàndez, J. et al. Mutation of amphioxus Pdx and Cdx demonstrates conserved roles for ParaHox genes in gut, anus and tail patterning. BMC Biol 18, 68 (2020). https://doi.org/10.1186/s12915-020-00796-2
- Irimia, M.; Denuc, A.; Burguera, D.; Somorjai, I.; Martín-Durán, J.; Genikovich, G.; Jiménez-Delgado, S.; Technau, U.; Roy, S.; Marfany, G.; Garcia-Fernàndez, J. (2011). Stepwise assembly of the nova-regulated alternative splicing network in the vertebrate brain. Proceedings of the National Academy of Sciences of the United States of America - PNAS, 108, pp. 5319 – 5324. ISSN: 0027-8424
- Putnam, N.; Butts, T.; Ferrier, D.E.K.; Furlong, R.F.; Hellsten, U.; Kawashima, T.; Robinson-Rechavi, M.; Shoguchi, E.; Terry, A.; Yu, J.K.; Benito-Gutiérrez, E.; Dubchak, I.; Garcia-Fernàndez, J.; Grigoriev, I.V.; Horton, A.V.; de Jong, P.J.; Jurka, J.; Kapitonov, V.; Kohara, Y.; Kuroki, Y.; Lindquist, E.; Lucas, S.; Osoegawa, K.; Pennachio, L.A.; Asaf Salamov, A.; Satou, Y.; Sauka-Spengler, T.; Schmutz, T.; Shin-I, T.; Toyoda, A.; Gibson-Brown, J.J.; Bronner-Fraser, M.; Fujiyama, M.; Holland, L.Z.; Holland, P.W.H.; Satoh, N.; Rokhsar, D.S. (2008). The amphiouxs genome and the evolution of the chordate karyotype. Nature, 453, pp. 1064 – 1071. ISSN: 0028-0836
- Garcia-Fernàndez, J. (2005). The genesis and evolution of homeobox gene clusters. Nature Reviews Genetics, 6, pp. 881 – 892. ISSN: 1471-0056
- Brooke, N.M.; Garcia-Fernandez, J.; Holland, P.W.H. (1998). The ParaHox gene cluster is an evolutionary sister of the Hox gene cluster. Nature, 392, pp. 920 – 922. ISSN: 0028-0836
- García-Fernández, J.; Marfany, G.; Baguñà, J.; Saló, E. (1993). Infiltration of mariner elements. Nature, 364(8), pp. 109-110. ISSN 0028-0836.

Libros
- Garcia-Fernàndez, J.; Bueno, D. (2019). El embrión inconformista. Cómo influye en nuestra evolución el desarrollo embrionario (pp. 1-200). Universitat de Barcelona. ISBN 978-84-475-4078-5. fitxa
- Garcia-Fernàndez, J.; Bueno D. (2016). L'embrió inconformista: Com influeix en la nostra evolució el desenvolupament embrionari (pp. 1-181). Edicions Universitat de Barcelona (UBe) / Ominscellula. ISBN 978-84-475-4005-1.
- Bueno, D.; Parvas, M.; Hermelo, I.; Garcia-Fernàndez, J. (2016). Embryonic blood-cerebrospinal fluid barrier formation and function. En Ontogeny and Phylogeny of Brain Barrier Mechanisms. (pp. 42 - 53). Frontiers Media. ISBN: 978-2-88919-810-8. ebook pdf
- García-Fernàndez, J; Benito-Gutiérrez, E. (2011). El petit amfiox: el miratge de l'origen dels vertebrats. Organismes model en Biologia. Treballs de la Societat Catalana de Biologia. En Organismes model en Biologia. Treballs de la Societat Catalana de Biologia. Volum. 62. (pp. 131 - 139). Societat Catalana de Biologia.
- Garcia-Fernàndez, J. (2000). La biologia del desenvolupament. En La Biologia a l'alba d'un nou mil.leni. Treballs de la Societat Catalana de Biologia. Volum. 50. (pp. 213 - 223). Societat Catalana de Biologia.